# Berchemia flavescens
Berchemia flavescens là một loài thực vật có hoa trong họ Táo. Loài này được (Wall.) Wall. ex Brongn. mô tả khoa học đầu tiên năm 1827.